# 僕たちの眠る場所
「僕たちの眠る場所」（ぼくたちのねむるばしょ）は、日本のSAKUのシングルである。
この項目では4thシングルの同名表題曲は『Csoon RECORDS版』。5thシングルの同名表題曲は『ユニバーサルミュージック版』と記述する。

## 解説

### Csoon RECORDS版
SAKUの4枚目のシングルである。1999年10月21日によりCsoon RECORDSからリリースされた。1作目の『風の旋律』。2作目の『クエスチョン』。3作目の『オレンジタワー』とは違い1カ月連続発売していない。『クエスチョン』収録されているカップリング『双眼鏡ヒコーキ』以来の初のタイアップ曲でもあり、表題曲初でもある。この表題曲からCALLの全てのシングル表題曲がベスト10圏内ランクインしたNACK5の『JAPANESE DREAM』の1999年10月期おいて2位にランクインしている。U-Karaでもこの楽曲がエントリーれていた。カップリングの『テレビで言いたい』は1999年盤の『SAKU DEMO』から出典である。
ジャケットはPOP調な青地に黒地の大きな手と小さな手が握手する前の絵で表題曲以外に「Love...」という文字まで追加されている。これはCsoon RECORDSから発売されたSAKUの楽曲に文字は違えど必ず追加されている。全てのSAKUのCsoon RECORDSから発売されたシングルの文字を合わせると「The days of Love...」になる。
この楽曲がCsoon RECORDSから発売の最後のシングルとなった。

### ユニバーサルミュージック版
SAKUの5枚目のシングルである。1999年12月22日によりユニバーサルミュージックからリリースされた。Csoon RECORDSからユニバーサルミュージックへ移行し、同楽曲を発売した経緯については全く解っていない。
ジャケットは、白地に赤のマーブリング風の空と雲、七色のビル、緑の木々という手書きのイラストを採用している。この作品から初のプロモーションビデオが作製された。

## 収録曲
収録曲は『Csoon RECORDS版』『ユニバーサルミュージック版』共通。
1. 僕たちの眠る場所
  - 作詞: 青山紳一郎、作曲: SAKU
  - テレビ東京系「開運!なんでも鑑定団」エンディングテーマ
2. テレビで言いたい
  - 作詞: 青山紳一郎、作曲: SAKU
3. アンテナの街
  - 作詞: 青山紳一郎、作曲: SAKU